# (38130) 1999 JY45
1999 JY45 (asteroide 38130) é um asteroide da cintura principal. Possui uma excentricidade de 0.21805030 e uma inclinação de 4.16791º.
Este asteroide foi descoberto no dia 10 de maio de 1999 por LINEAR em Socorro.